# Toner
Tóner (português europeu) ou tôner (português brasileiro) é uma tinta em pó usada nas impressoras a laser e fotocopiadoras para formar texto e imagens em papel.

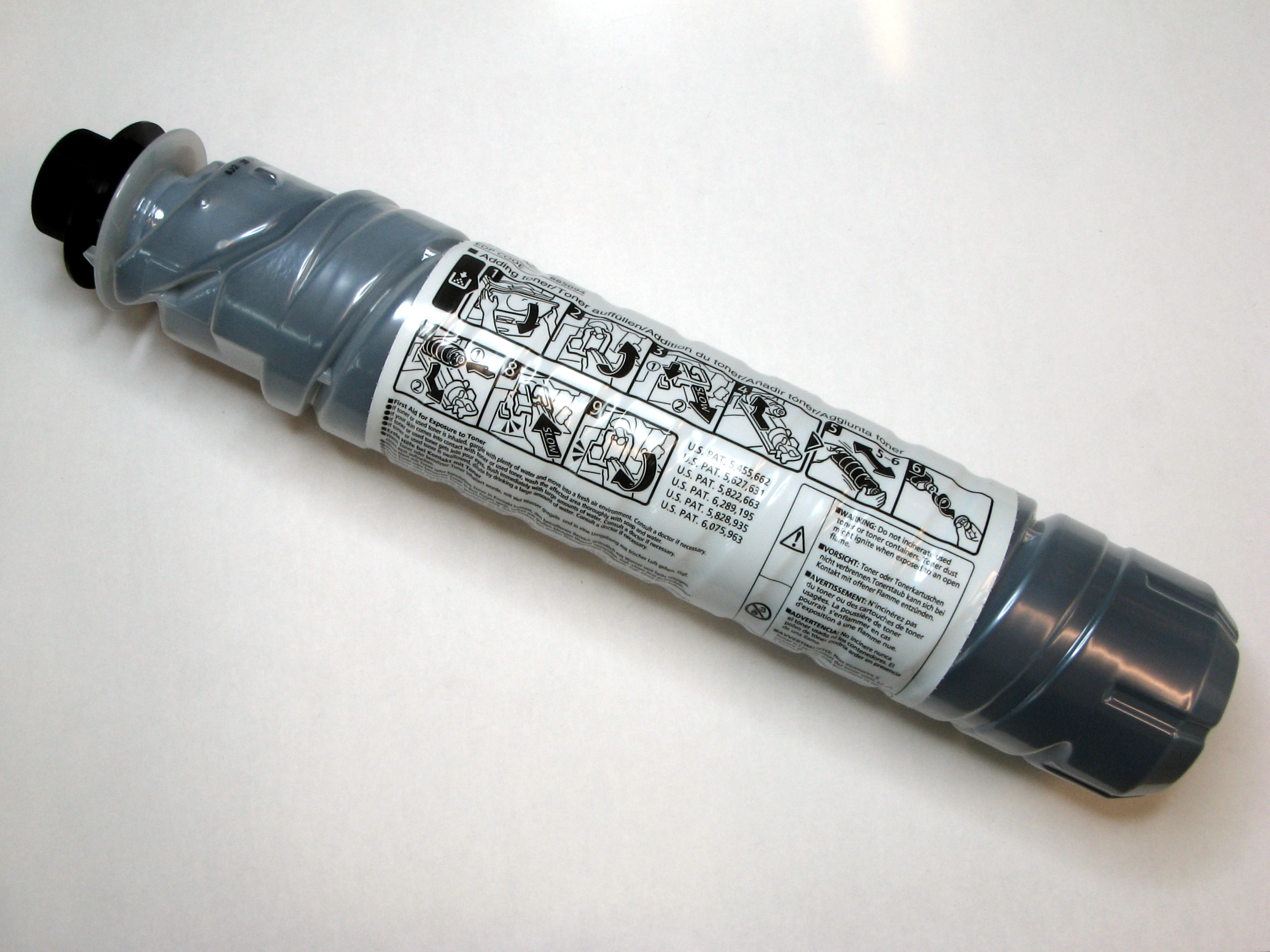
Recipiente de toner preto.

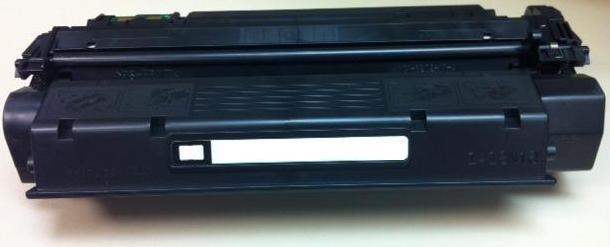
Toner comumente encontrado em impressoras laser.

 As partículas do tôner são transferidas para o papel por meio de cargas magnéticas e fricção, e logo após fundidas no papel pelo calor do rolo fusor enquanto o papel é impresso. Primeiramente era simplesmente pó de carbono. Atualmente, o carbono é misturado com um polímero, aumentando significativamente a qualidade da impressão. O polímero usado varia entre os fabricantes, podendo ser estireno acrilato copolímero ou resina de poliéster. O tamanho das partículas de tóner variam de 1 a 15 micrômetros.
Estão a ser desenvolvidas reduções no tamanho das partículas e a aplicação de novas tecnologias como a Emulsion-Aggregation vai produzir uma maior resolução.
O nome "tóner"/"tôner" provém do inglês toner e significa tonalizador, mas também é usado de forma errônea para designar o reservatório do pó. O reservatório é uma espécie de cápsula cilíndrica que por sua vez fica numa caixa de plástico que pode ser removida do equipamento onde está instalada, possibilitando sua rápida substituição, esta caixa de plastico também é conhecida como "cartucho de toner".

## Riscos
Pó de carbono que a Agência Internacional de Pesquisa sobre o Cancro classificou como cancerígena 2B, ou seja o "pó que é possivelmente cancerígeno para os seres humanos" é encontrado em toner de tinta. Enquanto você não está exposto a ele durante o uso normal, se um cartucho de toner quebra, você pode inalar ou fazê-lo tocar sua pele. Para evitar acidentalmente inalar ou tocar esse produto químico, recomenda-se uma máscara de respiração de papel e luvas de proteção sempre que mudar o toner de tinta em qualquer uma das fotocopiadoras do seu escritório ou descartar cartuchos de tinta de toner antigos. Inalação de carbono negro pode causar dores de cabeça, irritação nos olhos, coceira crônica e pequenos crescimentos na língua. Por extensão, o contato direto com a pele pode causar coceira e irritação.